# Средно училище „Иван Вазов“ (Поморие)
Средно училище „Иван Вазов“ е гимназия в град Поморие, област Бургас. Създадена е през 1879 г. Патрон на училището е Иван Вазов. То е разположено на ул. „Солна“ № 19. Функционира в две сгради, в едната се обучават децата от I до III клас, а в другата от IV до XII клас. През учебната 2023/2024 година в него се обучават 730 деца, като 30 от тях са в самостоятелна форма на обучение. Към 2024 г. директор на училището е Петя Казакова.

## История
Училището е правоприемник на първото училище в Анхиало (днес Поморие), открито през 1879 г. Училищното настоятелство наема eдна от къщите на анхиалеца Одисей Дионисиади за годишен наем от 18 турски лири, занятията се провеждат в две класни стаи, учениците са 39 на брой, на възраст от шест до шестнадесет години. През 1882 г. е построена сграда на училището.